# Douăsprezece scaune (film din 1970)
 Douăsprezece scaune  sau Cele 12 scaune (titlu original: The Twelve Chairs) este un film american de comedie din 1970 scris și regizat de Mel Brooks. Rolurile principale au fost interpretate de actorii Frank Langella, Ron Moody, Dom DeLuise. Scenariul lui Brooks este  bazat pe romanul Douăsprezece scaune (1928) de Ilf și Petrov.

## Conținut
Firul epic constă în încercarea unor personaje de a obține bijuterii ascunse într-un scaun. 

## Distribuție
- Ron Moody - Ippolit Matveyevich Vorobyaninov
- Frank Langella - Ostap Bender
- Dom DeLuise - Father Fyodor
- Andreas Voutsinas - Nikolai Sestrin
- Diana Coupland - Madame Bruns
- David Lander - Engineer Bruns
- Vlada Petric - Sevitsky
- Elaine Garreau - Claudia Ivanovna
- Robert Bernal - Curator
- Will Stampe - Night watchman
- Mel Brooks - Tikhon